# Antagonista (músculo)
Antagonista é classificação de um músculo cuja contração é contrária a provocada por um músculo agonista, ou seja, o primeiro relaxa enquanto o segundo flexiona. Um exemplo de um músculo antagonista é o tríceps braquial localizado na parte posterior do braço e que realiza a extensão do braço. Ele contraria a ação do bíceps braquial e do músculo braquial, na porção anterior do braço, que realizam a flexão do braço antagonista e o músculo contrario ao movimento,que age para regular a rapidez ou a potenciada ação do biceps.